# Barylypa bipartita
Barylypa bipartita är en stekelart som beskrevs av Morley 1913. Barylypa bipartita ingår i släktet Barylypa och familjen brokparasitsteklar. Inga underarter finns listade.